# Ahmed Ali
Ahmed Ali (en árabe: أحمد علي جابر‎; Bagdad, Irak; 2 de agosto de 1982) es un exfutbolista de Irak que jugaba en la posición de guardameta.

## Carrera

### Club
| Periodo   | Club                 |
| --------- | -------------------- |
| 1999-2004 | Al-Zawraa            |
| 2004      | Sanat Naft Abadan FC |
| 2004-2008 | Al-Zawraa            |
| 2008–2010 | Erbil SC             |

### Selección nacional
Jugó para Irak en 14 ocasiones de 2001 a 2007, participó en dos ediciones de la Copa Asiática y ganó la edición de 2007.

## Logros

### Club
- Liga Premier de Irak (4): 1999–2000, 2000–01, 2005–06, 2008-09
- Copa de Irak (1): 1999-2000
- Copa Elite Iraquí (2): 1999, 2003
- Supercopa de Irak (2): 1999, 2000
- Liga Premier de Kurdistán (1): 2009-10

### Selección nacional
- Copa Asiática (1): 2007

### Individual
- Guardameta iraquí del año (1): 2000[2]